# Briz-M
Briz-M (ros. Бриз-М) – dodatkowy człon górny rakiet Proton-K i Proton-M, produkowany przez Państwowe Produkcyjno Badawcze Centrum Kosmiczne im. M. Chruniczewa z siedzibą w Moskwie. Używany jest do wynoszenia satelitów na orbitę geostacjonarną. Człon ten (w konfiguracji Briz-KM) wykorzystywany jest również jako 3. człon rakiet Rokot, a w przyszłości (normalna wersja) ma być użyty wraz z rakietami Angara.

## Dane techniczne
Briz-M ma kształt cylindra o średnicy 4,10 m. Masa członu wynosi 2370 kg (bez paliwa). Użyty silnik 14D30 (inne oznaczenie to S5.98M) generuje ciąg 19,6 kN. Jako paliwo wykorzystywana jest toksyczna mieszanina dimetylohydrazyny (UDMH) oraz tetratlenku diazotu (N2O4). Udźwig wynosi 6150 kg na GEO.

## Historia
Pierwszy start członu Briz-M odbył się 5 lipca 1999 r. z Kompleksu startowego 81 (kosmodrom Bajkonur) na pokładzie rakiety Proton-K. Celem było wystrzelenie satelity Raduga. Start zakończył się niepowodzeniem ze względu na eksplozję 2. członu rakiety.
Pierwszy udany lot rozpoczął się 6 czerwca 2000 r. również w Bajkonurze za pomocą rakiety Proton-K, wskutek czego na orbitę dotarł satelita Gorizont-45.
Przy pierwszym starcie rakiety Proton-M w kwietniu 2001 również wykorzystano człon Briz-M (w wielu innych lotach Protona-M wykorzystywano człon DM-2 lub DM-3). Oprócz wysyłania satelitów komunikacyjnych konfiguracja Proton-M + Briz-M wykorzystywana jest do wynoszenia satelitów nawigacyjnych GLONASS.
W sierpniu 2011 miała miejsce nietypowa awaria członu Briz-M. W nocy z 17 na 18 sierpnia z kosmodromu Bajkonur człon Briz-M z satelitą Express AM-4 został wystrzelony za pomocą rakiety Proton-M. Po 4. zapłonie silnika RD-2000 człon przestał być wykrywany przez radar, co uniemożliwiło pełną aktywację satelity. Człon ten wraz z satelitą krążył po niewłaściwej orbicie, będąc częścią kosmicznego śmietniska, stwarzając tym samym zagrożenie dla pozostałych satelitów do 28 marca 2012.
Kolejna poważna katastrofa z użyciem członu Briz-M miała miejsce 6 sierpnia 2012. Przez awarię na orbitę nie dostały się satelity Telkom 3 i Ekspress MD-2. Powodem była awaria oprogramowania kontrolnego, które doprowadziło do przedwczesnego wyłączenia silnika po 7 sekundach od 3. zapłonu (planowany czas: 18 minut i 5 sekund). Nieudany start doprowadził do wstrzymania pozostałych startów rakiet Proton M aż do startu satelity Intelsat 23 14 października 2012.